# 에스탄시아

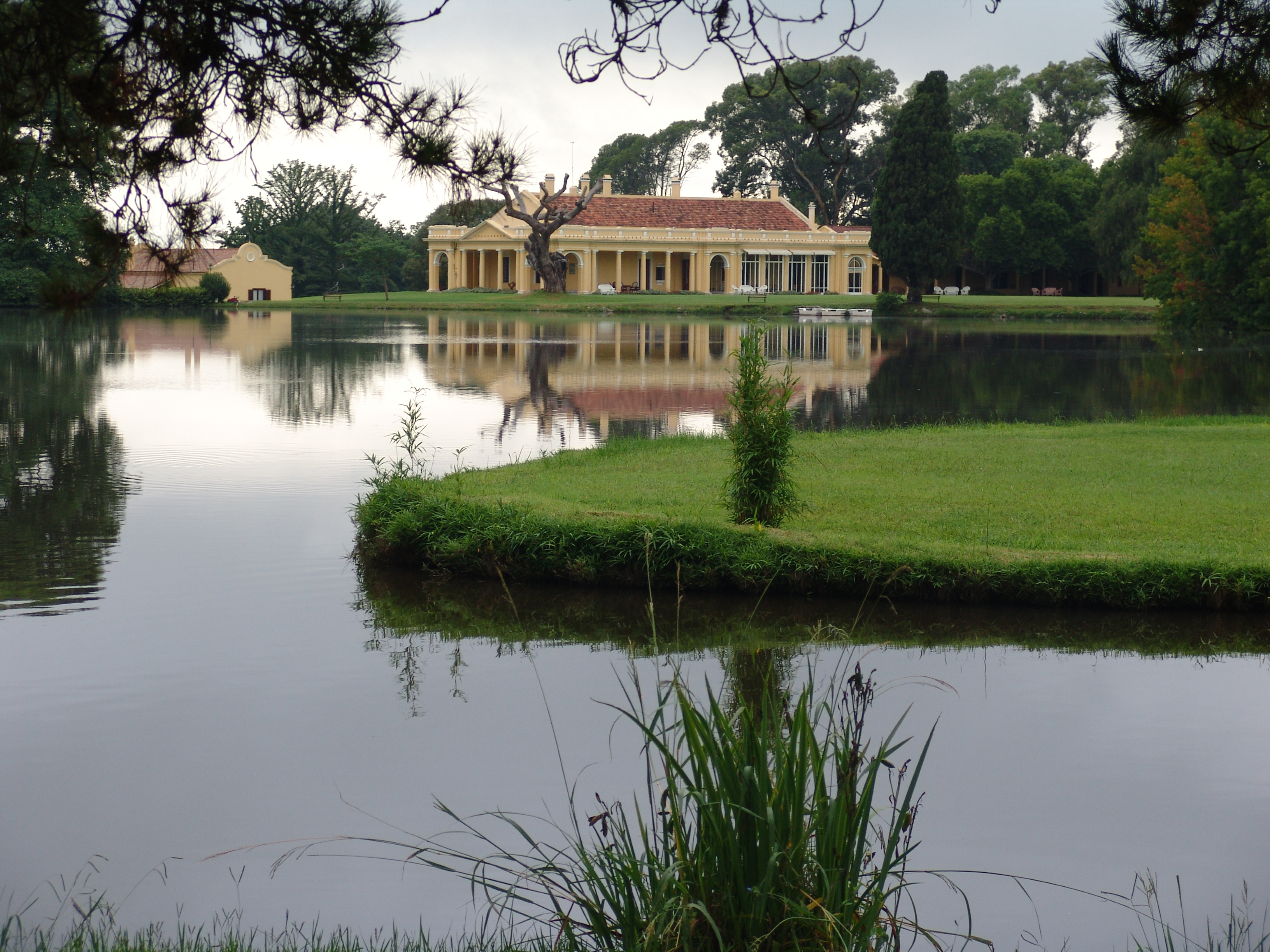
한 때 훌리오 로카 대통령이 소유했던 코르도바 근처의 에스탄시아 라 파즈

에스탄시아(Estancia)는 라틴 아메리카의 대지주가 소유하는 농장이나 목장이다. 이러한 농장들은 때때로는 북아메리카의 농장들보다 크다. 아직도 라틴 아메리카에 존재하며, 대표적인 국가로는 아르헨티나와 칠레가 있다. 이러한 농장은 약간의 차이가 있기는 하지만 지주와 영세농 사이에 엄격한 빈부차가 존재한다. 에스탄시아는 비교적 간단한 형태로 운영이 이루어지는데, 대농장주가 땅 및 기구·씨 등 농사에 없어서는 안 될 모든 것을 대여하고 농민은 노동력을 제공하여 작물을 재배함으로써, 농산물의 일부 또는 매상의 일부가 농민에게 돌아가는 형태가 바로 그것이다. 북아메리카의 카우보이와 같이 에스탄시아는 가우초가 이러한 농장을 경영한다.